# Gernot Krapinger
Gernot Krapinger (* 1962 in Friesach, Kärnten) ist ein österreichischer Klassischer Philologe und Jurist sowie Übersetzer auf dem Gebiet der antiken Philosophie.

## Leben
Nach der Matura am Bundesgymnasium Tamsweg studierte Krapinger parallel Rechtswissenschaften (1980–1985) und Klassische Philologie (1981–1985) an der Universität Graz. Nach dem Diplom und Staatsexamen in Griechisch / Latein 1987 war er ebendort Assistent in Klassischer Philologie (1987–2010). 1989 folgte die Promotion in Rechtswissenschaften, 1996 die in Klassischer Philologie bei Franz Ferdinand Schwarz. Nunmehr (2021) ist er wissenschaftlicher Mitarbeiter am Zentrum Antike der Universität Graz.

## Forschungsgebiete
Forschungsgebiete Krapingers sind die griechische und lateinische Rhetorik, insbesondere die Geschichte der antiken Deklamation, und die Rezeption der antiken Rhetorik in Mittelalter und Neuzeit. Auf dem Gebiet der Geschichte der antiken Philosophie hat er vor allem verschiedene mehr oder weniger ausführlich kommentierte Übersetzungen zu Platon (Der Staat, Kratylos, Menon) und Aristoteles (Rhetorik, Über die Seele, Nikomachische Ethik) vorgelegt, ebenso zu Mark Aurel. Seine erste Ausgabe mit Übersetzung und Kommentar, die Dissertation, galt Dion Chrysostomos. Zudem hat er die Hystoria Constantinopolitana des Gunther von Pairis und die Benediktsregel übersetzt.

## Schriften (Auswahl)
- Platon, Menon. Griechisch/Deutsch. Übersetzt und herausgegeben. Reclam, Ditzingen 2021.
- Konstantinopel 1204. Die Hystoria Constantinopolitana des Gunther von Pairis und andere Berichte vom Vierten Kreuzzug. Lateinisch / Deutsch. Übersetzt und kommentiert. Hiersemann, Stuttgart 2020.
- Le declamazioni minori attribuite a Quintiliano I (244–292). Testo, traduzione e commento a cura di L. Pasetti, A. Casamento, G. Dimatteo, G. Krapinger, B. Santorelli, C. Valenzano. Bologna 2019.
- Mark Aurel, Selbstbetrachtungen (Übersetzung, Nachwort, Kommentar). Reclam, Stuttgart 2019.
- Die Benediktsregel. Übersetzt von Gernot Krapinger. Herausgegeben von Ulrich Faust. Stuttgart 2018.
- Platon, Der Staat (Übersetzung, Nachwort, Kommentar). Reclam, Stuttgart 2017.
  - Zweisprachige Ausgabe: Platon, Politeia – Der Staat. Griechisch / Deutsch. Hrsg. und übers. von Gernot Krapinger. Reclam, Ditzingen 2023.
- Aristoteles, Nikomachische Ethik (Übersetzung, Nachwort, Kommentar). Reclam, Stuttgart 2017; dasselbe, Griechisch / Deutsch übersetzt und herausgegeben. Reclam, Stuttgart 2020.
- Pseudo-Quintilianus, Der Blinde auf der Türschwelle (Größere Deklamationen, 2). Einleitung, Text, Kommentar, mit einem Anhang: [Libanius], Declamationes 49 (Text, Übersetzung, Anmerkungen), Cassino 2015.
- Platon, Kratylos. Griechisch/Deutsch. Herausgegeben und übersetzt. Reclam, Ditzingen 2014.
- Aristoteles. Über die Seele. Griechisch/Deutsch. Herausgegeben und übersetzt. Reclam, Ditzingen 2011.
- Pseudo-Quintilianus. Gladiator. Einleitung, Text, Übers. und Kommentar. Cassino 2007.
- Pseudo-Quintilianus. Apes pauperis. Einleitung, Text, Übers. und Kommentar. Cassino 2005.
- Aristoteles, Rhetorik (Übersetzung, Nachwort, Anmerkungen), Stuttgart 1999; dasselbe, Griechisch/Deutsch. Herausgegeben und übersetzt. Reclam, Ditzingen 2018.
- Dion Chrysostomos. Oratio 6. Einleitung, Text, Übersetzung, Kommentar. Graz 1996.